# Гомер, Роберт
Роберт Гомер (англ. Robert Gomer; 24 марта 1924, Вена, Австрия — 12 декабря 2016, Чикаго, США) — американский физикохимик австрийского происхождения, один из пионеров науки о поверхности.

## Биография
Роберт Гомер родился в Вене, которую покинул в 1938 году, переехав сначала в Великобританию, а в 1940 году — в США. В 1944 году он получил диплом бакалавра в Колледже Помона, а в 1949 году защитил докторскую диссертацию по химии в Рочестерском университете. В течение года он занимался молекулярной химической кинетикой в Гарвардском университете под руководством Георгия Кистяковского. В 1950 году учёный переехал в Чикаго и на протяжении всей оставшейся жизни трудился в Институте имени Джеймса Франка и на химическом факультете Чикагского университета, сначала в должности инструктора, а затем профессора. В 1977—1983 годах он занимал пост директора Института, в 1984 году получил место «профессора с выдающимися заслугами» (Carl W. Eisendrath Distinguished Service Professor), а в 1996 году — звание почётного профессора.
Гомер был активным противником распространения ядерного оружия и одно время возглавлял редакционный совет «Бюллетеня учёных-атомщиков». В 1966 году вместе с тремя коллегами он написал секретный доклад, в котором подверг критике идею использования ядерного вооружения во Вьетнамской войне. Кроме политики, он живо интересовался культурой, в особенности театром, был заядлым лыжником. У Гомера и его жены Анны было двое детей — дочь Мария и сын Ричард, профессор биологии Техасского университета A&M.
Учёный скончался 12 декабря 2016 года от осложнений, связанных с болезнью Паркинсона.

## Научная деятельность
Роберт Гомер был одним из учёных, стоявших у истоков современной химии и физики поверхности. Побывав на одном из докладов Эрвина Мюллера, Гомер заинтересовался автоэлектронной микроскопией, построил собственную установку и использовал её для изучения атомных и молекулярных процессов, происходящих на поверхности образца. В частности, он исследовал адсорбцию и тепловую десорбцию простых газов и атомов щелочных металлов. Гомер развивал и теоретическое описание поверхностных процессов с участием электронов, в том числе дал первое теоретическое объяснение адсорбционной связи (совместно с Дж. Робертом Шриффером) и предложил механизм десорбции атомов и молекул, основанный на обмене зарядом с поверхностью. Позже учёный исследовал процесс поверхностной диффузии, играющий ключевую роль в катализе и динамике двумерных систем, в частности разработал новый экспериментальный метод, основанный на измерении флуктуаций туннельного тока в автоэлектронном микроскопе.

## Награды и членства
- Член Национальной академии наук США (1981)
- Премия Дэвиссона — Джермера[англ.] Американского физического общества (1981)
- Премия Медарда Уэлча[англ.] Американского вакуумного общества (1989)
- Премия Артура Адамсона Американского химического общества за выдающиеся заслуги в развитии химии поверхности (1996)

## Основные публикации
- Inghram M.G., Gomer R. Mass spectrometric analysis of ions from the field microscope // Journal of Chemical Physics. — 1954. — Vol. 22(7). — P. 1279. — doi:10.1063/1.1740380.
- Gomer R., Wortman R., Lundy R. Mobility and adsorption of hydrogen on tungsten // Journal of Chemical Physics. — 1957. — Vol. 26(5). — P. 1147. — doi:10.1063/1.1743484.
- Gomer R. Field emission and field ionization. — Harvard University Press, 1961.
- Gomer R., Swanson L.W. Theory of field desorption // Journal of Chemical Physics. — 1963. — Vol. 38(7). — P. 1613. — doi:10.1063/1.1776932.
- Menzel D., Gomer R. Desorption from metal surfaces by low‐energy electrons // Journal of Chemical Physics. — 1964. — Vol. 41(11). — P. 3311. — doi:10.1063/1.1725730.
- Halpern B., Gomer R. Field emission in liquids // Journal of Chemical Physics. — 1969. — Vol. 51(3). — P. 1031. — doi:10.1063/1.1672102.
- Schrieffer J.R., Gomer R. Induced covalent bond mechanism of chemisorption // Surface Science. — 1971. — Vol. 25(2). — P. 315—320. — doi:10.1016/0039-6028(71)90252-4.
- Gomer R. Current fluctuations from small regions of adsorbate covered field emitters: A method for determining diffusion coefficients on single crystal planes // Surface Science. — 1973. — Vol. 38(2). — P. 373—393. — doi:10.1016/0039-6028(73)90168-4.
- DiFoggio R., Gomer R. Diffusion of hydrogen and deuterium on the (110) plane of tungsten // Physical Review B. — 1982. — Vol. 25(6). — P. 3490—3511. — doi:10.1103/PhysRevB.25.3490.
- Gomer R. Diffusion of adsorbates on metal surfaces // Reports on Progress in Physics. — 1990. — Vol. 53(7). — P. 917. — doi:10.1088/0034-4885/53/7/002.